# Alano di Piave
Alano di Piave – miejscowość i gmina we Włoszech, w regionie Wenecja Euganejska, w prowincji Belluno.
Według danych na styczeń 2009 gminę zamieszkiwało 3055 osób przy gęstości zaludnienia 83,9 os./1 km².